# Весь огромный мир
«Весь огромный мир» (англ. The Whole Wide World) — художественный биографический фильм Дэна Айрлэнда об отношениях между писателем Робертом Говардом и его возлюбленной Новалин Прайс. Снят по мемуарной книге Новалин Прайс.

## Сюжет
1933 год, Техас. Молодая учительница Новалин Прайс знакомится с писателем, автором рассказов для палп-журналов Робертом Говардом. Он живёт с родителями на ферме и ухаживает за больной матерью. Новалин пытается заставить его изменить жизнь, разорвать зависимость от матери. Неопределённые отношения продолжаются, пока Новалин не уезжает в университет. Там она узнаёт, что Говард покончил с собой после смерти матери.

## В ролях
- Винсент Д’Онофрио — Роберт Говард
- Рене Зеллвегер — Новалин Прайс
- Энн Уэджуорт — мать Говарда
- Харви Преснелл — отец Говарда
- Беджамин Мутон — Клайд Смит
- Крис Ширер — Трует Винсон

## Награды и номинации
- 1996 — номинация на приз большого жюри на кинофестивале «Сандэнс»
- 1996 — приз большого американского независимого жюри на Международном кинофестивале в Сиэтле
- 1996 — премия лучшему актёру на Международном кинофестивале в Сиэтле (Винсент Д’Онофрио)
- 1996 — премия лучшей актрисе на Международном кинофестивале в Мар-дель-Плата (Рене Зеллвегер)
- 1997 — номинация на премию «Независимый дух» за лучшую женскую роль (Рене Зеллвегер)
- 1997 — номинация на премию «Независимый дух» за лучший сценарий (Майкл Скотт Майерс)

## Критика
В том, как режиссёр показывает отношения Прайс к Говарду, Роджер Эберт увидел отголоски повести Джеймса Джойса «Мёртвые». Леонард Малтин включил рецензию на «Весь огромный мир» в свой сборник «151 лучший фильм, который вы никогда не видели». Он отметил исполнителя главной роли, написав, что только Д’Онофрио «мог вытащить на себе такую своеобразную роль, как роль Роберта И. Говарда». Джонатан Розенбаум, наоборот, посчитал фильм провалом, добавив: «ни сценарий, ни режиссура не могут заглушить банальную музыку Ханса Циммера». Джеймс Берардинелли написал, что в фильме «нет ничего эпохального», но, тем не менее, он «трогательный и захватывающий».